# 羅馬尼亞戰役 (第二次世界大戰)

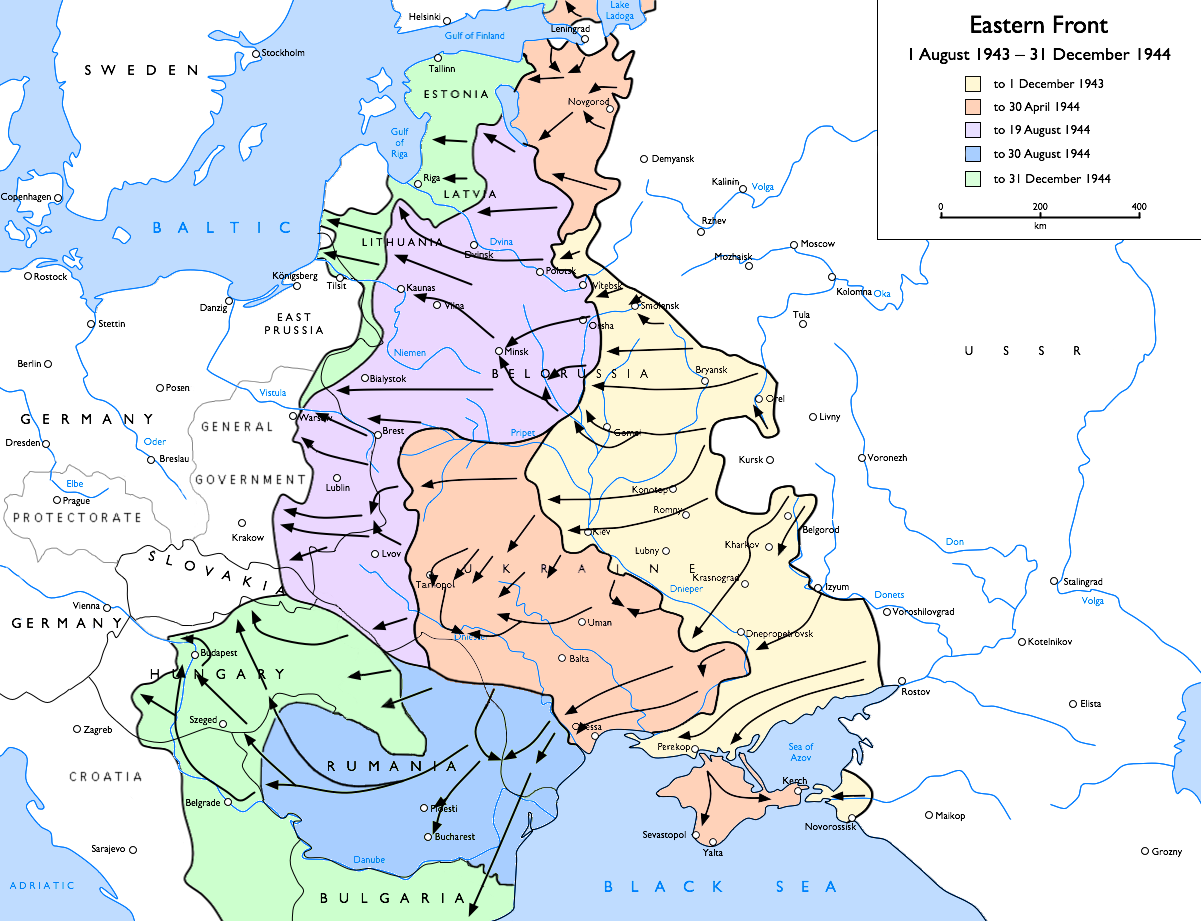
蘇聯紅軍在1943年-1944年間的攻勢，羅馬尼亞戰役被包括在綠色區域

第二次世界大戰期間的羅馬尼亞戰役包括在1944年在羅馬尼亞及附近的數次軍事行動，是蘇德戰爭的一部分。蘇聯紅軍對德國-羅馬尼亞聯軍實施2次軍事行動以企圖收復摩爾達維亞蘇維埃社會主義共和國及打開通向巴爾幹的通道:
- 由4月8日至6月6日的第一次雅西-奇西瑙攻勢，以蘇軍戰敗而結束因為軸心國部隊成功阻止了入侵。[1]
- 由8月20日至8月29日的第二次雅西-奇西瑙攻勢以蘇軍取得決定性勝利而結束。[2]

在第二次進攻期間，羅馬尼亞倒戈，從而縮短了戰爭6個月。德國第6軍團被包圍及在期後被殲滅；同時被削弱的德國第8軍團撤退入匈牙利，蘇軍的損失很少。